# 람페티에
람페티에(Lampetie)는 그리스 신화에 나오는 태양신 헬리오스와 님프 네아이라 사이에서 태어난 딸이다. 자매 파에투사와 함께 트리나키아 섬에서 헬리오스의 소와 양 떼를 지켰다. 하지만 오디세이아 시점에서는 에우릴로코스를 비롯한 오디세우스의 부하들이 그 소와 양 떼를 잡아먹어 버렸다.